# 이치마루 리노스케

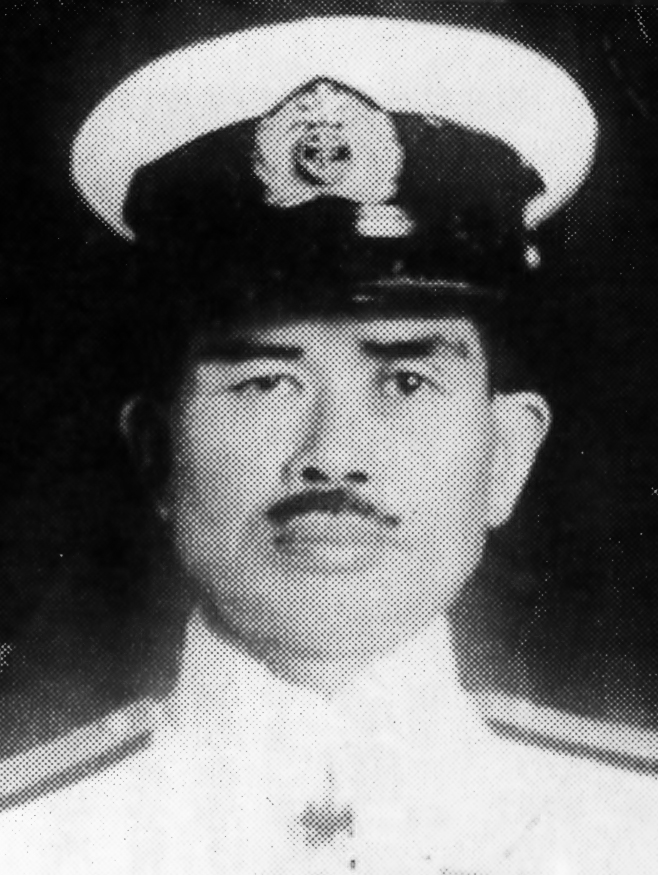
이치마루 리노스케

이치마루 리노스케(市丸利之助)는 일본 제국의 해군 군인이다. 그는 일본 해군 항공 초창기에 비행사였다. 이오지마 전투에 참전 중 전사하였다. 최종 계급은 해군 중장. (전사자로서 1계급 특진)